# Ерофеев, Владимир Иванович (нефтехимик)
Влади́мир Ива́нович Ерофе́ев (род. 1946 год) — советский и российский учёный в области нефтехимии. Кандидат химических наук, доктор технических наук.  Профессор кафедры геологии и разработки нефтяных месторождений Института природных ресурсов Национального исследовательского Томского политехнического университета (с 2007). Основатель Томской научной школы (ИХН СО РАН, ТПУ, ТГУ, УНТР ООО «Томскнефтехим») в области катализа на цеолитах нового поколения: «Цеолитный катализ и его применение в нефте– и газохимии». «Заслуженный деятель науки Российской Федерации»  (2003). 
Автор более 310 научных работ, опубликованных в отечественной и зарубежной печати, соавтор 40 патентов на изобретения.

## Биография
В 1970 году после окончания Томского государственного университета по распределению поступил на работу стажером-исследователем в Институт химии нефти СО АН СССР (ИХН СО РАН), в лабораторию теоретических основ органической химии (руководитель член-корреспондент АН СССР, профессор М.Ф. Шостаковский). 
В 1972 году поступил в аспирантуру, первоначально научным руководителем был профессор М.Ф. Шостаковский, затем профессор И.В. Калечиц. 
В 1979 году защитил диссертацию на соискание ученой степени кандидата химических наук  по специальности «Физическая химия». Диплом ХМ № 006324, выдан 11 октября 1979. Название кандидатской диссертации – «Фазовый состав, каталитические и адсорбционные свойства Al2O3-CoO-MoO3 катализаторов гидродесульфуризации тиофена».
В 1998 году  защитил диссертацию на соискание ученой степени доктора технических наук по специальностям 02.00.04 – физическая химия и 02.00.13 – нефтехимия по теме: «синтез, Физико-химические свойства и применение высококремнеземных цеолитов и катализаторов на их основе впроцессах получения углеводородов».
В 1999 году ВАКом РФ было присвоено ученое звание профессор по специальности 02.00.13 – нефтехимия.